# Balangir
Pour les articles homonymes, voir Balangir (homonymie).
Balangir est une ville indienne située dans le district de Balangir dans l’État de l'Odisha. En 2011, sa population était de 98 238 habitants.

## Source de la traduction
- (en) Cet article est partiellement ou en totalité issu de l’article de Wikipédia en anglais intitulé « Balangir » (voir la liste des auteurs).